# Artur Noga
Artur Noga, född den 2 maj 1988 i Racibórz, är en polsk friidrottare som tävlar i häcklöpning.
Noga slog igenom under 2006 då han blev världsmästare för juniorer på 110 meter häck. Han deltog även vid Olympiska sommarspelen 2008 då han blev femma på samma distans på tiden 13,36.

## Personliga rekord
- 110 meter häck - 13,34